# Ralph C. Martin
Ralph C. Martin é professor no Seminário Maior do Sagrado Coração e esteve envolvido na primeira renovação carismática católica como fundador da Palavra de Deus (comunidade) e cofundador da associação Espada do Espírito de comunidades da aliança.

## Biografia
Martin obteve seu bacharelado em Filosofia pela Universidade de Notre Dame e fez pós-graduação com uma bolsa Woodrow Wilson em Filosofia na Universidade de Princeton. Ele obteve seu mestrado em Teologia pelo Seminário Maior do Sagrado Coração em Detroit, Michigan, e é membro do corpo docente desde 2002. Ele possui um título de Mestre em Teologia (STL) pela Pontifícia Faculdade da Imaculada Conceição da Casa Dominicana de Estudos em Washington, D.C., e um doutorado em Teologia Sistemática pelo Angelicum em Roma. Ele leciona nas áreas de teologia sistemática, espiritualidade e evangelização e é Diretor dos Programas de Pós-Graduação em Teologia na área da Nova Evangelização no Seminário Maior do Sagrado Coração, que inclui o programa de STL, bem como as concentrações em Nova Evangelização nos programas de mestrado e MAPS.
Martin foi criado como católico, mas tendo se afastado da religião quando jovem, foi reconvertido ao catolicismo por meio de um retiro de cursilhos que frequentou quando era estudante universitário. Martin e Stephen B. Clark, que se tornariam líderes da renovação carismática, trabalharam para o Secretariado Nacional do Cursilho de 1965 a 1970. Durante um retiro de Cursilho em 1966, Martin e Clark recomendaram The Cross and the Switchblade a certos retirantes da Universidade Duquesne. O livro inspirou um desses retirantes, Ralph W. Keifer, junto com o professor de história William G. Storey, a liderar um retiro sobre o Espírito Santo para estudantes de Duquesne. Este retiro, o Duquesne Weekend, por sua vez gerou a renovação carismática católica, através da qual Martin logo foi batizado no Espírito Santo. Martin e Clark começaram então a organizar reuniões de oração em Ann Arbor, Michigan, o que eventualmente geraria a comunidade da Palavra de Deus.
Martin foi convidado para ir à Bélgica pelo Cardeal Leo Joseph Suenens para ajudar a impulsionar a renovação carismática católica na Europa.
É presidente do Renewal Ministries, organização sem fins lucrativos iniciada em 1980, e apresentador do programa semanal de televisão católica "The Choices We Face", atualmente o programa de televisão católico mais antigo do mundo. Além de palestras e programas de TV e rádio, o ministério inclui quarenta e três missões em trinta e três países e uma variedade de eventos e produtos.
Em dezembro de 2011, o Papa Bento XVI nomeou Martin para um mandato de cinco anos como consultor do Pontifício Conselho para a Promoção da Nova Evangelização. Em 2012, o Dr. Martin também foi nomeado pelo Papa Bento XVI como "especialista" do Sínodo Mundial dos Bispos sobre a Nova Evangelização. Martin mora em Ann Arbor com sua esposa, Anne.

## Trabalhos selecionados
- Crisis of Truth: The Attack on Faith, Morality and Mission in the Catholic Church (Servant Pubns, 1983) ISBN 9780892831463
- The Fulfillment of All Desire (Emmaus Road Publishing, 2006) ISBN 9781931018364
- Will Many Be Saved?: What Vatican II Actually Teaches and Its Implications for the New Evangelization (Eerdmans, 2012) ISBN 9780802868879
- A Church in Crisis: Pathways Forward (Emmaus Road Publishing, 2020) ISBN 9781645850489
- A Life in the Spirit: A Memoir (Emmaus Road Publishing, 2024) ISBN 9781645854029